# 王鲁炎
王鲁炎（1956年—），生于北京，中華人民共和國籍艺术家。现居北京。

## 简介
王鲁炎是20世纪70年代末投身当代艺术实践，被称作“方案艺术家”，是中国观念艺术最早的推动者之一。
1988年，他与顾德新、陈少平成立“新刻度小组”，运用分析几何学的方法，开拓出一套以理性代替艺术家的个性来传达经验和感受的方法论。在艺术语言上，他用绘图和设计的方法来消解绘画性，排斥了叙事性及情感因素的介入，再现了社会现实中人们视而不见的识别和分辨经验。

## 作品一覽
- 1979年，中国北京美术馆外，《星星画展》(首展)
- 1989年，中国北京美术馆外，《中国现代艺术展》
- 1991年，日本福岗，《中国前卫艺术家展--非常口》 "新刻度小组作品1"
- 1993年，香港艺术中心，《后八九中国新艺术展（1979-1989) 》"新刻度小组作品2"
- 1993年，英国牛津现代艺术博物馆，《沉默的能量: 来自中国的新艺术》
- 1995年，德国柏林新柏林艺术协会(NBK)，《约克尔.与"新刻度小组" 的对话》"新刻度小组作品3"
- 1995年，德国埃尔富特，《构形展2--文化的对话》"新刻度小组作品4"
- 1995年，西班牙巴塞罗那圣塔莫尼卡艺术中心，《来自中心之国.中国前卫艺术》"新刻度小组作品5"
- 1996年，澳大利亚布里斯班昆士兰艺术馆，《第二届亚太当代艺术三年展》
- 1996年，中国首都师范大学美术馆，《首届中国当代艺术学术邀请展》
- 1998年，美国纽约.亚洲协会.P.S.1当代艺术中心 ，《开放的本体》